# Žarkovni delilnik
Žarkovni delilnik je optična priprava, ki razcepi žarke svetlobe na dva dela. Predstavlja ključno sestavino različnih optičnih preizkuševalnih in merilnih sistemov, kot so npr. interferometri. 

## Zasnova žarkovnih delilnikov
Najobičajnejša oblika žarkovnega delilnika je kocka, sestavljena iz dveh steklenih prizm, zlepljenih z epoksidnim, poliesterskim ali uretanskim lepilom. Z debelino sloja lepilne smole se nadzoruje delež odbite in prepuščene svetlobe.